# (33441) 1999 FT18
1999 FT18 (asteroide 33441) é um asteroide da cintura principal. Possui uma excentricidade de 0.08779790 e uma inclinação de 6.78959º.
Este asteroide foi descoberto no dia 22 de março de 1999 por LONEOS em Anderson Mesa.